# Port Coquitlam
Port Coquitlam ist eine Stadt im Westen des Lower Mainland der kanadischen Provinz British Columbia. Sie liegt am Zusammenfluss von Fraser und Pitt River. Die Gemeinde ist ein Vorort von Vancouver und gehört administrativ zum Metro Vancouver Regional District.
Die ursprünglichen Einwohner waren die Kwikwitlem, ein Indianerstamm der Coast-Salish-Gruppe. Der Name Coquitlam ist von dem Wort Kwayhquitlum aus der Sprache der Salish abgeleitet und bedeutet, in Anlehnung an die jährliche Wanderung der Lachse, „roter Fisch im Fluss“.

## Demographie
Der Zensus im Jahr 2011 ergab für die Gemeinde eine Bevölkerungszahl von 56.342 Einwohnern. Die Bevölkerung nahm im Vergleich zum Zensus von 2006 um 6,9 % zu, während die Bevölkerung in British Columbia gleichzeitig um 7,0 % anwuchs.

## Persönlichkeiten
Der bekannteste Einwohner dieser Kleinstadt war Terry Fox (1958–1981). Er ist die einzige Person Kanadas, die auf einer Münze verewigt ist. Jedes Jahr werden in zahlreichen Ländern der Welt Terry-Fox-Läufe (Marathon of Hope) veranstaltet, um Spenden für die Krebsforschung zu sammeln. Nachdem Fox ein Bein durch Knochenkrebs verloren hatte, wollte er quer durch Kanada laufen. Er startete 1980 am Atlantik, musste dann aber in Thunder Bay, Ontario, nach 143 Tagen und 5373 gelaufenen Kilometern aus gesundheitlichen Gründen aufgeben. Er verstarb ein Jahr später.
Eine eher unrühmliche Bekanntheit erlangte ein weiterer Einwohner Port Coquitlams: Robert Pickton wurde am 12. Dezember 2007 wegen mindestens sechsfachen Totschlages zu einer lebenslangen Haft verurteilt. Er wurde in der Presse als der schlimmste Serienmörder Kanadas bezeichnet. Vor Gericht konnte man dem Schweinezüchter lediglich sechs Morde an Prostituierten nachweisen. Insgesamt geht die Presse von mindestens 68 getöteten Frauen aus, zum Teil ist von mehr als 70 Opfern die Rede. Pickton soll bei den Morden äußerst brutal vorgegangen sein, so dass viele Prozessbeteiligte psychologische Hilfe in Anspruch nehmen mussten. Am 23. Februar 2016 wurde bekannt, dass eine von Pickton verfasste Biografie („Pickton: In his own Words“) aus dem Gefängnis herausgeschmuggelt worden war und bei dem Verlag Outskirts Press in Denver erschienen war. Das Buch wurde für kurze Zeit über den Versandhandel Amazon angeboten, jedoch nach Protesten der Öffentlichkeit wieder von der Verkaufsplattform entfernt. Der Verlag entschuldigte sich bei den Hinterbliebenen der Opfer für das Erscheinen.

### Geboren in Port Coquitlam
- Nicholas Fiore (1918–1979), Flötist und Musikpädagoge
- Chris Rinke (* 1960), Ringer
- Ryan Glenn (* 1980), Eishockeyspieler
- Chris Levesque (* 1980), Eishockeytorwart
- Zach Hamill (* 1988), Eishockeyspieler
- Jasmin Glaesser (* 1992), Radrennfahrerin
- Ryan Sclater (* 1994), Volleyballspieler